# Lev Aronine
Lev Somonovitch Aronine est un joueur d'échecs soviétique né le 20 juillet 1920 à Kouïbychev (auj. Samara) et mort le 4 octobre 1982 à Moscou. 
Maître international à la création du titre en 1950, il remporta le championnat d'échecs de Russie (R.S.F.S.R.) en 1952 et le championnat d'échecs de Moscou en 1965. Il participa à huit finales du championnat d'échecs d'URSS et finit deuxième ex æquo en 1950. Il était météorologue.

## Biographie et carrière
En 1946, Aronine finit deuxième du championnat d'Ukraine derrière Anatoli Bannik. 
Dans le championnat de la R.S.F.S.R., il fut cinquième en 1947 et 1948, deuxième ex æquo en 1950 derrière Rachid Nejmetdinov, premier en 1952, ex æquo avec Nikolaï Kroguious, troisième en 1953 et cinquième en 1959.
En 1951, il finit deuxième du mémorial Tchigorine à Léningrad derrière Vassily Smyslov. En 1956, il remporta le championnat d'Azerbaïdjan. En 1961, il termina quatrième du tournoi de Moscou.
Aronine se qualifia pour la finale du championnat d'URSS à huit reprises : en 1946, il finit deuxième de sa demi-finale à Tbilissi, derrière Anatoli Oufimtsev et il termina 17e de sa finale en 1947. En 1947, il remporta sa demi-finale à Léningrad devant Tiviakov, Gueorgui Lissitsine et David Bronstein et finit avant-dernier de la finale (en 1948).  En 1949, il remporta à nouveau sa demi-finale à Moscou. La même année, en 1949, il finit 9e-10e de la finale avec 10 points sur 19. 
En 1950, il fut à nouveau premier de sa demi-finale devant Tigran Petrossian, Semion Fourman et Rachid Nejmetdinov. Il termina deuxième-quatrième ex æquo de la finale de 1950 remportée par Paul Kérès avec 11 points sur 17. En 1951, il termina deuxième-troisième de sa demi-finale à Lvov. Cette année-là, la finale était un tournoi zonal et il finit 9e-10e avec 9 points sur 17). En 1952, il fut 2e-3e de sa demi-finale et 12e-13e (9 / 19) de la finale. 
Aronine remporta à nouveau sa demi-finale à Léningrad en 1956 ex æquo avec Boris Spassky. Lorsn de la finale disputée- à Léningrad en 1957, il fut (10e-11e, avec 11 points sur 21). De même, il gagna sa demi-finale à Riga en 1962, en devançant Leonid Stein et il termina 7e-8e de la finale à la fin de l'année (ave 10,5 points sur 19).
En 1957, avec l'URSS, il remporta le championnat d'Europe d'échecs des nations à Vienne.